# Hoplitis minor
Hoplitis minor är en biart som först beskrevs av Morawitz 1878.  Hoplitis minor ingår i släktet gnagbin, och familjen buksamlarbin. Inga underarter finns listade i Catalogue of Life.